# Jiří Kovárník
Jiří Kovárník (* 16. listopadu 1965) je bývalý český fotbalista, útočník. Po skončení aktivní kariéry působí jako trenér mládeže.

## Fotbalová kariéra
V československé lize hrál za Spartak Hradec Králové. Nastoupil ve 35 ligových utkáních a dal 4 góly. Ve druhé nejvyšší soutěži hrál i za SK Pardubice a SK Chrudim.

## Ligová bilance
| Ročník                                     | Zápasy | Góly | Klub                   |
| ------------------------------------------ | ------ | ---- | ---------------------- |
| 1. československá fotbalová liga 1988/1989 | 14     | 3    | Spartak Hradec Králové |
| 1. československá fotbalová liga 1990/1991 | 21     | 1    | Spartak Hradec Králové |
| 2. česká fotbalová liga 1993/1994          | –      | 6    | SK Pardubice           |
| 2. česká fotbalová liga 1994/1995          | –      | 3    | SK Pardubice           |
| 2. česká fotbalová liga 1995/1996          | 29     | 3    | SK Pardubice           |
| 2. česká fotbalová liga 1996/1997          | 29     | 3    | SK Chrudim             |
| 2. česká fotbalová liga 1997/1998          | 23     | 3    | SK Chrudim             |
| 2. česká fotbalová liga 1998/1999          | 13     | 3    | SK Chrudim             |
| CELKEM                                     | 35     | 4    |                        |